# Anotylus breviceps
Anotylus breviceps är en skalbaggsart som först beskrevs av Thomas Casey 1894.  Anotylus breviceps ingår i släktet Anotylus och familjen kortvingar. Inga underarter finns listade i Catalogue of Life.